# Oliver Tickell
Oliver Tickell (...) è un giornalista, saggista e attivista britannico, impegnato nei temi della salute e delle questioni ambientali e autore dell'iniziativa climatica Kyoto2, sostenuta da un sito web.
Egli è il figlio di Sir Crispin Tickell, l'ambientalista ed ex diplomatico.

## Pubblicazioni
- Kyoto2: How to Manage the Global Greenhouse - Kyoto2: Come gestire l'Effetto Serra globale (luglio 2008)
- On a planet 4C hotter, all we can prepare for is extinction: There's no 'adaptation' to such steep warming. We must stop pandering to special interests, and try a new, post-Kyoto strategy (da The Guardian, 11 agosto 2008)